# Tutóve
Tutóve (en (ucraïnès): Тутове, en rus: Тутовое) és un poble de la República Autònoma de Crimea a Ucraïna, que el 2014 tenia 275 habitants. Pertany al districte rural de Djankoi. Fins al 1948 la vila es deia Djarak.